# Tromatobia koehleri
Tromatobia koehleri är en stekelart som först beskrevs av Blanchard 1941.  Tromatobia koehleri ingår i släktet Tromatobia och familjen brokparasitsteklar. Inga underarter finns listade i Catalogue of Life.